# لوك بوردن
لوك بوردن هو لاعب هوكي جليد كندي، ولد في 16 فبراير 1987 في Shippagan ‏ في كندا، وتوفي في 29 مايو 2008 في Lamèque ‏ في كندا.

## وصلات خارجية
- لوك بوردن على موقع دوري الهوكي الوطني (الإنجليزية)
- لوك بوردن على موقع قاعة مشاهير الهوكي (لاعب أن.إتش.أل) (الإنجليزية)
- لوك بوردن على موقع EliteProspects.com (الإنجليزية)
- لوك بوردن على موقع HockeyDB.com (الإنجليزية)
- لوك بوردن على موقع Hockey-Reference.com (الإنجليزية)